# Federazione francese di tiro
La Federazione Francese di Tiro (Fédération française de Tir sportif in francese) è una federazione sportiva francese.
Questa comprende il tiro a segno, con la carabina, con la pistola, con la balestra; su bersaglio fisso, mobile, con silhouette metallica o plastica. 
L'attuale presidente è Jean-Richard Germont. La federazione comprendeva 132570 affiliati nella stagione 2007-2008.